# История Риги
История Риги насчитывает более восьми веков.

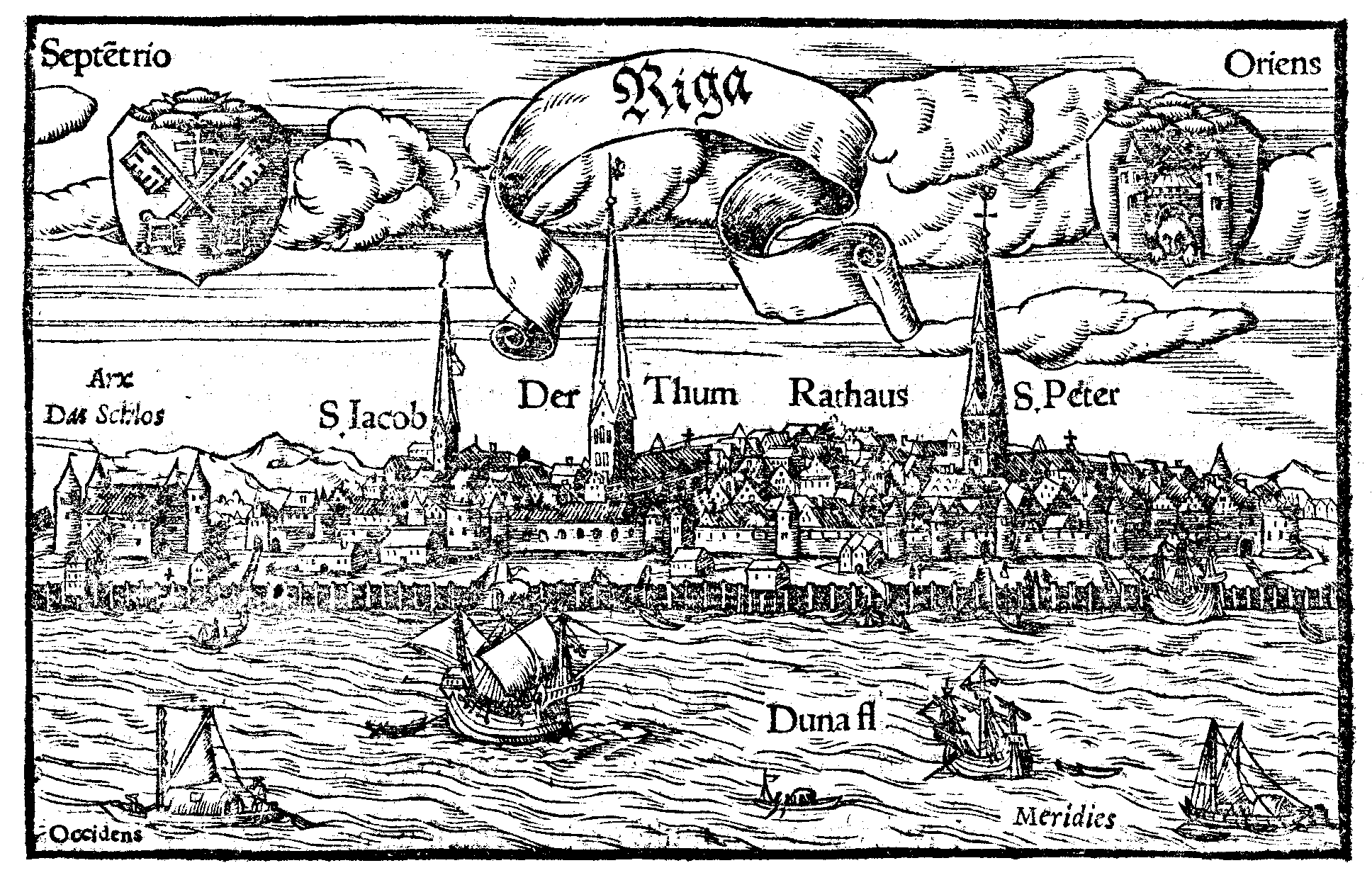
Вид на Ригу с левого берега Даугавы. Гравюра 1547 года

## До XIX века
По археологическим данным уже во II веке н. э. в устье Западной Двины (Даугавы) зафиксированы значительные торговые поселения. Население поселений было смешанным: проживали ливы, курши, земгалы. В конце XII века они объединились в единое поселение.
С середины XII века в нижнее течение Западной Двины (нем. Düna) до речки Риги, от которой и происходит название города, регулярно заходили готландские торговцы. В Хронике Генриха Латвийского упомянуто locus Riga (озеро Ригас), представлявшее собой естественную гавань. . В 1184 году в Прибалтику прибыл августинец Мейнард решивший крестить ливов. Своей резиденцией он избрал Икшкиле (Икскюль). Попытки Мейнарда христианизировать местное население оставались безрезультатными вплоть до его смерти в 1196 году. Ставший преемником Мейнарда Бертольд тоже встретил сопротивление местных жителей. Приведя в 1198 году войско крестоносцев Бертольд погиб в битве у Рижского холма, а крестоносцы в ответ предали разорению и огню местную округу. Новым епископом ливонским в 1199 году стал Альберт Буксгевден. В 1200 году он во главе войска немецких рыцарей-крестоносцев на 23 кораблях вошёл в устье реки Даугавы. Альберт смог доехать к Икшкилю и Гольму, но также встретил сопротивление ливов: многие его спутники погибли, а он сам чуть не попал в плен. Принудив ливов к миру Альберт заключил с ними соглашение по которому получал земли в урочище Рига у рыбацкого поселка. Хрусталёв Д. С. утверждал, что песчаные приморские земли не представляли сельскохозяйственной ценности для ливов.
На полученных землях в 1201 году был построен рижский замок, в который перевёл из Икшкиле резиденцию епископа. В 1202 году в Прибалтике был создан орден меченосцев. После закладки крепости Рига стала хорошо укреплённым военно-торговым центром. Впоследствии город стал главным католическим и торговым центром Ливонии.
В «Историческом атласе России» Н. И. Павлищева (1873) основание Риги рассматривается как территориальная уступка со стороны Руси:

Мы позволили немцам построить на нашей земле [крепость] Ригу и церковь для крещения тамошних язычников.
Полоцкие князья рассматривали земли по берегам Западной Двины как часть Полоцкого княжества (или как сферу своего влияния). Создание в лице Риги самостоятельного, а затем конкурирующего с Полоцком центра вызвало недовольство русских князей. В 1203 году Владимир Полоцкий, Всеволод Герсикский и союзные им прибалтийские племена напали на Ригу и иные владения крестоносцев. Но попытки подчинить Ригу Полоцку в ходе походов 1203—1205 годов не привели к намеченной цели). В 1205 году Альберту перешел в контрнаступление и ему удалось создать вокруг Риги сеть крепостей прикрывавших её с разных сторон). Плохо скоординированные действия Полоцка и его вассалов в 1206 году привели к победе Риги и подчинению ей ливов).

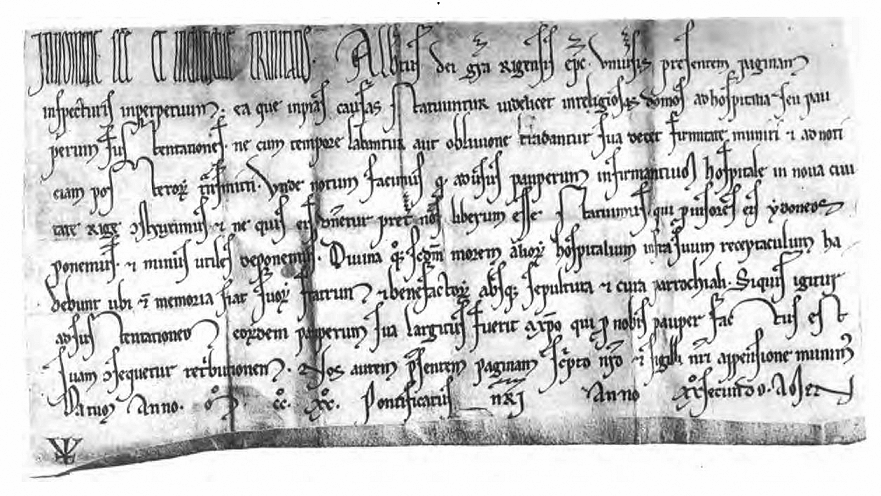
Грамота епископа Альберта об учреждении в Риге больницы для бедных. Оригинал, пергамент. 1220 год.

В следующие годы Риге и крестоносцам подчинились нижнее Поддвинье, Ливония, часть Латгалии. Шла экспансия и в другие районы Прибалтики, пусть и не всегда удачная. Так в 1210 году курши совершили поход на Ригу. А в 1220-е годы из-за земель эстов Рига и её епископ Альберт были втянуты в конфликт с Данией. Ещё в 1199 году собираясь отплыть в Икшкиль Альберт объезжая германоязычные земли прилегавшие к Балтике и ища союзников щедро раздавал обещания. Среди стран, где он искал помощь, была Дания. Её король Вальдемар II в начале XIII века уже взял под контроль северогерманские княжества. В 1219 году он ссылаясь на свои права планировал присоединить не только земли эстов и подчиненную Риге Ливонию, но и саму Ригу. 1220—1221 году затрудняя проход через свои земли крестоносцам Вальдемар II принудил Альберта признать вассальную зависимость от Лундского архиепископа. Вальдемар II направил своего рыцаря Годескалька, назначив его городским судьей в Ригу, но датского посланника выгнали
Уже в 1211 для привлечения торговцев из Висбю готландских купцов освободили от уплаты пошлин (распространив на них готландское право). В 1225 году готландское право было распространено на купцов живших в Риге
В 1226 году по соглашению с епископом Рижским город Рига получил автономию в границах Рижского патримониального округа. Был образован орган городского самоуправления — рат. С этим связывают постройку первой ратуши в Риге.. Епископ остался сеньором Риги, а его представителем в Риге был фогт
Получив автономию Рига подчинялась епископу (с 1255 года архиепископу) рижскому. Но в 1274 года контроль над городом перешел к Ливонскому ордену

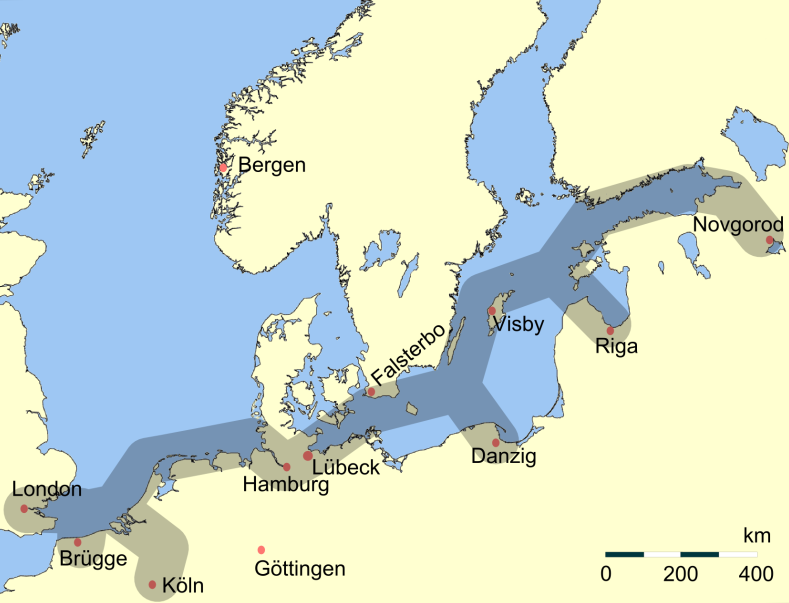
Основные торговые пути Ганзейского союза

Всё большую роль для города стала иметь торговля, и в 1282 году Рига вступила в Ганзейский союз. Интересы города Риги и Ливонсского ордена не всегда совпадали. Это привело к войне с Орденом. В ходе её Рига вступила в союз с архиепискомпом рижским, а также с Литвой. Первоначально чаша всов склонилась в пользу Риги, в 1297 горожане захватили и разрушили орденский замок, а в 1305 году Орден отказался от своих прав. Но в 1330 году Рига была вынуждена признать победу Ордена.
В свой начальный период, когда Рига была членом немецкой торгово-купеческой Ганзы, город переживал экономический расцвет при относительно небольшом (не более 10 тыс. чел.) населении. Важную роль здесь сыграло и выгодное положение Риги в устье Даугавы на пересечении сухопутных дорог север-юг и запад-восток, приносивших прибыль от транзита.
Немецкие поселенцы, в основном мужчины, с самого начала взяли курс на изоляцию от латышского населения. Долгое время Рига представляла собой «немецкий остров» в море окрестного латышского населения. Строгая административная сегрегация в самой Риге (латыши не имели права селиться внутри крепостных стен и были обязаны покидать крепость после заката) начала ослабевать, когда немцам понадобились союзники в борьбе с польскими и российскими войсками. Но демографические изменения и усиление Российской империи привели к новым сдвигам в городе, который стал по-настоящему космополитичным.

## Новое время
С XIX века в Риге жили представители многих национальностей, повлиявших на городские уклад и культуру: латыши, ливы, немцы, евреи, русские, белорусы, поляки, литовцы, эстонцы и другие. Однако немецкие традиции городского управления наделили Ригу духом вольного города, который существовал в своём мире. Особую роль в становлении самосознания средневековых рижан сыграла особая форма управления и особый статус города в решении различных вопросов — Рижская ландфогтия. Латыши практически никогда не составляли в городе абсолютного большинства населения.

## Основная хронология
- 1201 — основание Риги епископом Альбертом.
- 1215 — пожар Риги, в котором погибла значительная часть городской застройки.
- 1282 — Рига, Любек и Висбю вступили в Ганзейский торговый союз.
- 1330 — перенос орденского замка на северо-западный участок города.
- До 1561 года городом управляли архиепископы Рижские, всего 20 человек.
- В период с 1561 по 1581 годы Рига была вольным городом.
- 1581—1621 — в составе Речи Посполитой.
- 1621—1721 — в составе Швеции (с 1710 захвачена русскими войсками).
- 1721—1918 — в составе Российской империи:
  - 1713—1783 — центр Рижской губернии.
  - 1783—1796 — центр Рижского наместничества.
  - 1796—1918 — центр Лифляндской губернии.
- 1918—1940 — столица Латвийской Республики.
- 1940—1941 — столица Латвийской ССР.
- 1941—1944 — центр рейхскомиссариата Остланд.
- 1944—1990 — столица Латвийской ССР.
- C 1991 года — столица Латвийской Республики.

## Комментарии
1. ↑  С XVII века реку начали засыпать. В XIX веке её поместили в канализационный провод. И место, где она протекала, можно представить себе лишь по направлению некоторых улиц старой части города
2. ↑  Он расположен в 25 км восточней возникшей чуть позже Риги